# Diagonal Norte (subte de Buenos Aires)
La estación Diagonal Norte es parte de la línea C de la red de subterráneos de la Ciudad de Buenos Aires. Se encuentra ubicada debajo de la calle Sarmiento y su intersección con la Avenida Roque Sáenz Peña, conocida como Diagonal Norte, en cercanías del Obelisco porteño. La estación fue construida por la compañía española CHADOPyF e inaugurada el 9 de noviembre de 1934. Entre 1952 y 1955, se denominó Eva Perón. El nombre volvió al original tras la Revolución Libertadora que derrocó a Juan Domingo Perón. Hasta 1936, con la inauguración de la estación Retiro, fue terminal de la línea.
Puede realizarse combinación con las estaciones Carlos Pellegrini de la línea B y 9 de Julio de la línea D. Diagonal Norte es por ello un importante centro de transbordo de pasajeros que vincula a las dos líneas que mayor cantidad de pasajeros transportan con las estaciones Retiro y Constitución, a su vez enlaces con cuatro ramales de la red ferroviaria argentina.
En 1997, esta estación fue declarada Monumento Histórico Nacional.

## Decoración
La estación posee dos murales cerámicos de 15,80 x 1,85 metros basados en bocetos de Martín S. Noel y Manuel Escasany del año 1934, realizados por Hijos de D. Zuloaga en Segovia, España. Ambos pertenecen a la serie Paisajes de España que recorre la línea entera y le dio en sus orígenes el nombre popular de «línea de los españoles»: el que se ubica en el andén hacia Retiro muestra lugares de Ávila, Toledo, Soria y Segovia; y el que aparece en el andén opuesto, a Constitución, escenas de Burgos, Madrid, Aranjuez, El Escorial y Puerta de Alcalá.
En el nivel superior, pasillos de combinación y bocas de salida, variadas ornamentaciones en azulejos incluyen figuras de guardianes con escudos y lanzas.

## Hitos urbanos
Se encuentran en las cercanías de esta:
- Plaza de la República
  - Obelisco de Buenos Aires
- Avenida 9 de Julio
- Teatro Colón
- Teatro Gran Rex
- Teatro Ópera
- Teatro Broadway
- Edificio del Plata
- Teatro El Nacional
- El Bar Notable Confitería Ideal
- Casas de las provincias de La Pampa, Salta y Chubut
- Edificio El Trust
- Edificio República
- Escuela de Danzas Aída Victoria Mastrazzi
- Escuela Primaria Común N.º 9 Familia de Cabezón
- Centro Educativo de Nivel Secundario N.º 26

## Imágenes

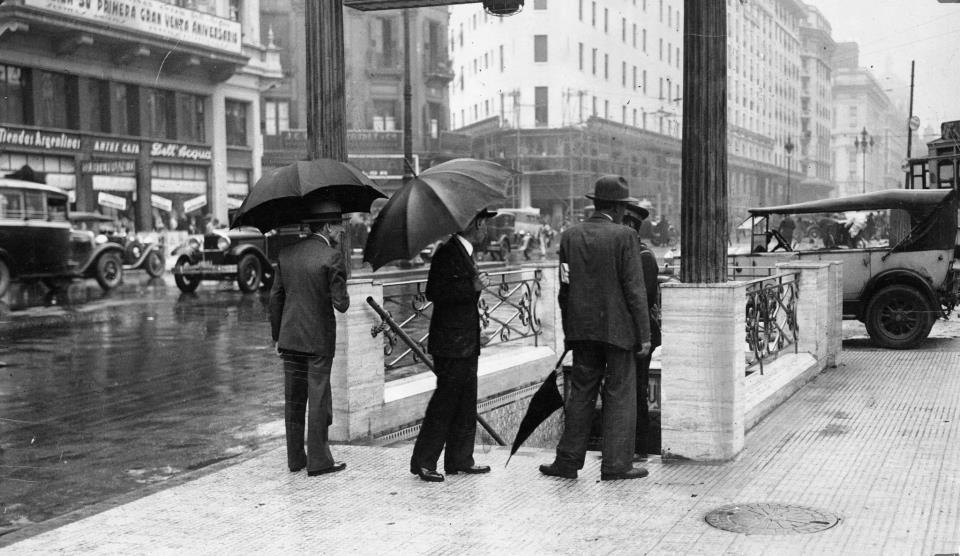
Boca de acceso original, 1936.
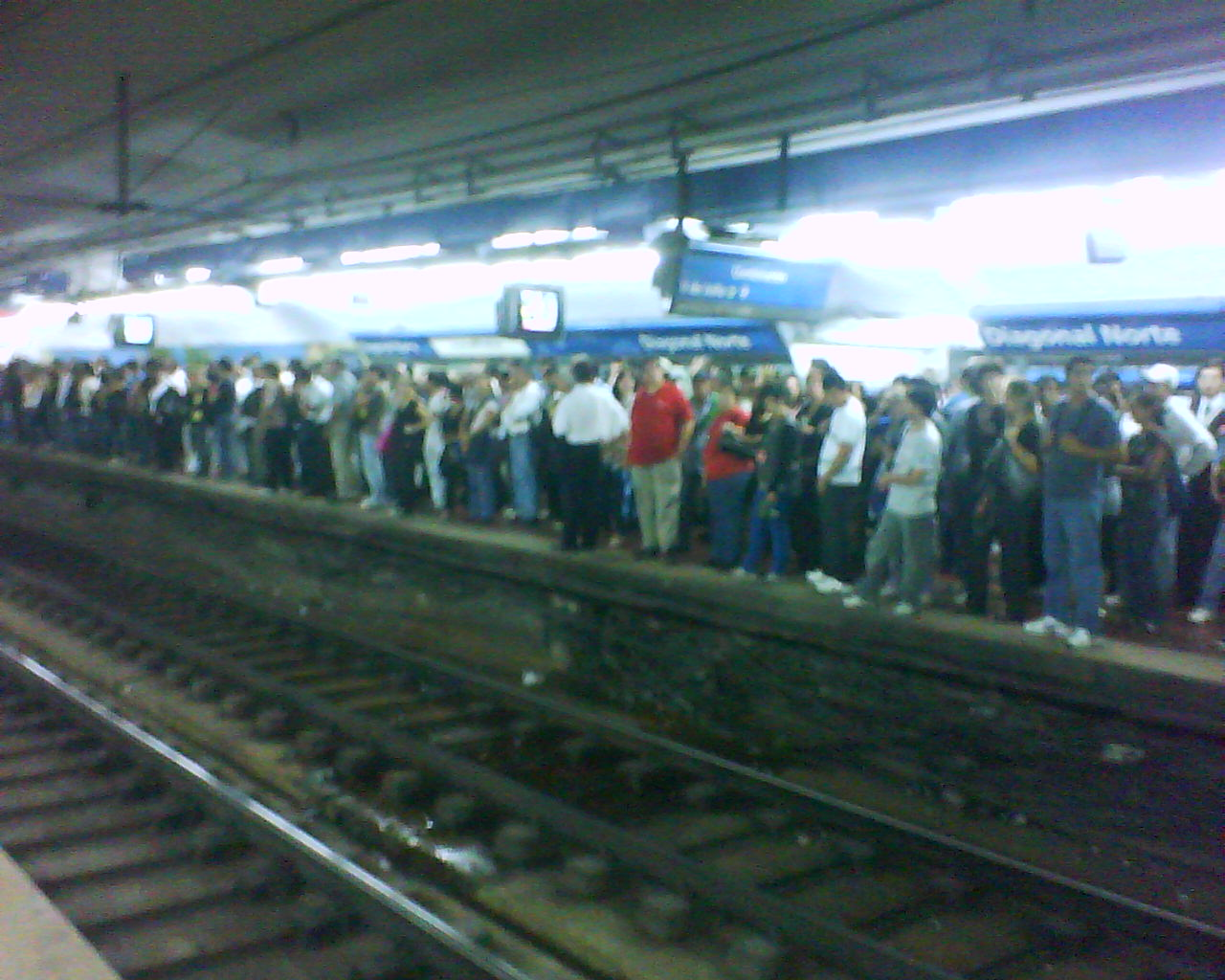
Estación Diagonal Norte en hora pico.